# Jesper Hoffmeyer
Jesper Hoffmeyer (Slangerup, 21 de fevereiro de 1942 — 25 de setembro de 2019) foi um biólogo e linguista dinamarquês, professor do Instituto de Biologia da Universidade de Copenhague e uma das principais figuras no campo da biossemiótica. Ele foi presidente da Sociedade Internacional de Estudos em Biossemiótica de 2005 a 2015, co-editor da revista científica Biosemiotics e autor de diversos livros teóricos sobre sua área de pesquisa.
Hoffmeyer formou-se em Bioquímica pela Universidade de Copenhague em 1967 e tornou-se doutor em Filosofia pela Universidade de Aarhus em 2005. Ele tornou-se professor em Copenhague em 1972, recebeu o Prêmio Poul Henningsen em 1985 e o Prêmio Mouton d’Or em 1991. Sua tese de doutorado, Biosemiotics: An Examination into the Signs of Life and the Life of Signs, traduzida em outras línguas, examina nichos semióticos e peculiaridades específicas da semiose da espécia humana, como a linguagem.

## Obras
- Signs of Meaning in the Universe. Indiana University Press, USA, 1996.
- Biosemiotics. An Examination into the Signs of Life and the Life of Signs, University of Scranton Press, Scranton PA, USA, 2008.
- A Legacy for Living Systems. Gregory Bateson as Precursor to Biosemiotics. Dordrecht, Springer 2008.
- Semiotic Freedom: an Emerging Force in Davis, Paul e Gregersen, Niels Henrik (eds.): Information and the Nature of Reality. From Physics to Metaphysics, Cambridge University Press, Cambridge, 185-204, 2010
- Baldwin and Biosemiotics: What Intelligence Is For. In: Bruce H. Weber e David J. Depew (eds.): Evolution and Learning - The Baldwin Effect Reconsidered'. The MIT Press, Cambridge, USA, 2003.